# كارلوس باريتو
كارلوس باريتو (بالإسبانية: Carlos Barreto) (25 يوليو 1976 – 12 أكتوبر 1999) هو ملاكم فنزويلي راحل، مثّل بلاده في الألعاب الأولمبية الصيفية 1996.

## روابط خارجية
كارلوس باريتو على موقع بوكس ريك (الإنجليزية) (registration required)
- كارلوس باريتو على موقع أوليمبيديا (الإنجليزية)